# Загорный, Алексей Сергеевич
Алексей Сергеевич Загорный (31 мая 1978, Ярославль) — российский метатель молота. Заслуженный мастер спорта России.

## Биография
Первый тренер — В. В. Кисляков. В сборной команде России с 1996 года. Тренировался под руководством Юрия Михайловича Бакаринова, затем - Вадима Станиславовича Херсонцева.
Бронзовый призёр чемпионата мира 2009. Чемпион России (2000-зима, 2002, 2003, 2007, 2009) и серебряный призёр чемпионатов России (1998, 2000, 2002, 2003).
Личный рекорд 83,43 метра достигнут в феврале 2002 года в Адлере — это был лучший в мире результат за этот год.

## Результаты
| Год  | Турнир                                 | Место проведения  | Место | Результат |
| ---- | -------------------------------------- | ----------------- | ----- | --------- |
| 2000 | Олимпийские игры                       | Сидней, Австралия | 22    | 74.63 м   |
| 2001 | Летняя Универсиада                     | Пекин, Китай      | 4     |           |
| 2002 | Чемпионат Европы                       | Мюнхен, Германия  | 11    | 77.01 м   |
| 2003 | Чемпионат мира по лёгкой атлетике 2003 | Париж, Франция    | 22    | 73.30 м   |
| 2007 | Чемпионат мира                         | Осака, Япония     | DNQ   | 70.94 м   |
| 2009 | Чемпионат мира                         | Берлин, Германия  | 3     | 78.09 м   |
| 2009 | Всемирный легкоатлетический финал      | Салоники, Греция  | 4     | 77.26 м   |
| 2010 | Кубок Европы по зимним метаниям        | Арль, Франция     | 3     | 75.58 м   |